# 파이미오

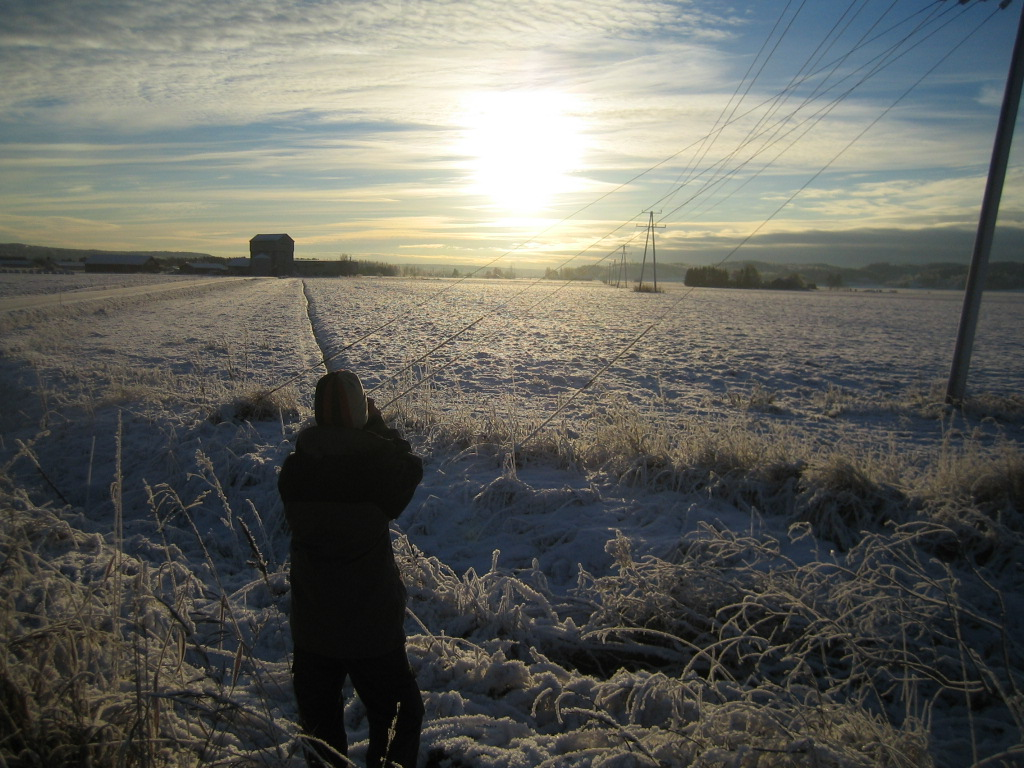
파이미오

파이미오의 위치

파이미오(핀란드어: Paimio, 스웨덴어: Pemar)는 핀란드 남서수오미 지역에 위치한 도시로 면적은 242.24km2, 인구는 10,626명(2016년 기준), 인구 밀도는 44.58명/km2이다.

시 문장